# Abdij van Grüssau
De Abdij van Grüssau (Pools: Opactwo Cysterskie w Krzeszowie; Tsjechisch: Klašter Křesobor) is een voormalige cisterciënzer abdij in Krzeszów (Grüssau) in het Poolse district Kamiennogórski, woiwodschap Neder-Silezië.

## Stichting als benedictijnse proosdij in 1242
De stichting van een benedictijnse proosdij vond plaats op 8 mei 1242 door Anna van Bohemen, de weduwe van Hertog Hendrik II. Het klooster werd bevolkt door benedictijnse monniken uit de abdij van het klooster Opatovice in Bohemen, dat later tijdens de Hussietenoorlogen ten onder ging. De taak van de monniken was het omliggende gebied te ontginnen. Waarom de benedictijnen de proosdij al snel in 1289 opgaven is onbekend, maar in 1289 wist Anna's kleinzoon hertog Bolko I de abdij en de kloostergronden met daarbij een aantal dorpen te verwerven. Hij wenste er een cisterciënzer klooster te stichten. Daarmee kwam het oorspronkelijk bij Bohemen behorende gebied bij het hertogdom Schweidnitz-Jauer.

## Cisterciënzer klooster 1292-1810
De oprichtingsakte voor de cisterciënzer abdij werd in 1292 getekend door Boko I, zijn broer Hendrik V en de bisschop van Breslau Johan III. Bij het klooster hoorden 14 dorpen en de stad Liebau met alle taken, rechten en plichten en de hertogelijke volmacht voor het bloedgerecht, dat in Liebau zitting nam. De oprichters verwachtten van de Cisterciënzers een verdere kolonisatie van het gebied en de stichting van meer nederzettingen. Al op 7 augustus 1292 zond de abt van Heinrichau twaalf monniken en een oprichtingsabt naar Grüssau, waar ze twee dagen later aankwamen. De kloosterkerk werd in 1292 gewijd en enige jaren later verrezen de kloostergebouwen. Het grondbezit werd daarna herhaaldelijk vergroot. In de 14e eeuw bezat het klooster al de beide steden Liebau en Schömberg en bijna 40 dorpen. Tijdens de Hussietenoorlogen had het klooster met het bijbehorende stiftsgebied in 1426-1427 zwaar te lijden van de verwoestingen en meerdere broeders verloren het leven. Kerk en klooster waren pas in 1454 weer hersteld, maar tijdens de Reformatie liep het aantal monniken sterk terug. Ook in de Dertigjarige Oorlog werd het klooster zwaar op de proef gesteld. Maar snel daarna herwon het haar economische aanzien en religieuze betekenis en werd de abdij een centrum van de contra-reformatie in Silezië.
Abt Bernhard Rosa maakte zich zeer verdienstelijk voor de culturele en religieuze ontwikkeling van Grüssau. Veel gebouwen en kunstwerken, waar gerenommeerde kunstenaars aan werkten, gaan op zijn ambtsperiode terug. Het in 1669 opgerichte stiftsgymnasium leverde talrijke leerplekken voor begaafde leerlingen en droeg daarmee bij aan de vorming in de omgeving. De arts en mystiek dichter Angelus Silesius werd bij het drukken van zijn werken genereus door het klooster ondersteund. Naast de zielszorg voor de twaalf stiftsparochies leverden de abten en monniken een grote bijdrage aan de geestelijke, culturele en economische ontwikkeling van het stiftsgebied.
Na de Silezische oorlogen werd Silezië bij Pruisen gevoegd. Wegens de zware oorlogslasten, waar ook de abdij voor werd aangeslagen, kon de geplande nieuwbouw van het klooster pas onder abt Placidus Mundfering (1768–1787) worden begonnen. De nieuwbouw zou gedeeltelijk nooit worden voltooid, omdat de abdij door de Pruisische staat in 1810 werd opgeheven. Grote delen van de bibliotheek en de kunstwerken kwamen in Breslau terecht, de kloosterkerk werd tot parochiekerk bestemd en de overige bezittingen van het klooster gingen deels over in handen van de staat.
In de professieboeken van het klooster staan over een periode van  500 jaar de levensdata van de circa 50 abten en 400 monniken opgetekend. Een groot deel van de monniken kwam uit Neder-Silezië, met name uit de 12 stiftsparochies, maar ook uit Bohemen. Slechts weinig monniken kwamen uit Opper-Silezië, hetgeen te maken heeft met de aanwezigheid van de Cisterciënzer abdijen Rauden en Himmelwitz.

## Opnieuw een benedictijnse abdij
Na de Eerste Wereldoorlog werden de Duitse monniken van het Emmausklooster in Praag gedwongen de stad te verlaten. Ze verhuisden in 1919 naar de lege kloostergebouwen van Grüssau, dat toen deel uitmaakte van de Weimarrepubliek. Het convent werd tot 1924 door paus Pius XI tot abdij verheven en onder abt Albert Schmitt groeide de abdij opnieuw uit tot een religieus-cultureel centrum.
Van 1930 tot 1931 werd de afgebrande toren van de munsterkerk vernieuwd en aansluitend volgde ook de renovatie van de overige gebouwen. Op de weg van het station naar het klooster richtte het klooster in 1934 een katholieke school op. In de herfst van hetzelfde jaar kreeg de kloosterkerk nieuwe klokken. Enkele jaren gaf de renovatie van het genadebeeld van Grüssau een nieuwe impuls aan de bedevaart. De gevels van de munster en Sint-Jozefkerk werden vanaf 1938 gerenoveerd en de circa 50 fresco's van de Sint-Jozefkerk blootgelegd. Door het uitbreken van de Tweede Wereldoorlog werden de werkzaamheden vertraagd. Pas in 1944 konden de laatste steigers worden afgebroken.

## Beslagname
Op 3 september 1940 werden de kloostergebouwen door het NS-regime in beslag genomen. Ondanks talrijke protesten werden de kloosterlingen gedwongen hun onderkomens te verlaten, alhoewel men in de pers beweerde dat men slechts een van de zijvleugels liet ontruimen. Het klooster kreeg nu de naam Lager Grüssau (Kamp Grüssau) en diende als doorgangskamp voor Volksduitsers uit Boekovina. In oktober 1940 werd het kamp bestemd voor de opvang van 800-900 Karpaten-Duitsers, die daarna in het bezette Polen werden geherhuisvest. Vanaf oktober 1941 werden in het kamp Silezische joden geïnterneerd, die later in meerdere transporten naar Theresienstadt werden weggevoerd. Het kamp werd vanaf maart 1943 tot november 1944 voor de gedeporteerden uit Lotharingen en de Elzas en in de winter 1944-1945 voor Duitsers uit Hongarije gebruikt, die als gasten van de Führer een bijzondere status genoten. De laatste bewoners werden op 7 mei 1945 gedwongen te vluchten naar het nabijgelegen Sudetenland. Nog dezelfde dag hieven de autoriteiten de beslagname van het klooster op, het was vermoedelijk een van de laatste ambtshandelingen voor het oorlogseinde op 8 mei 1945.
Tijdens de oorlog werd talrijke cultuurgoederen van de Pruisische Staatsbibliotheek in Berlijn naar Grüssau gebracht, die zich sinds het einde van de oorlog in de Kunstcollectie Berlinka (Pools voor uit Berlijn) in Polen bevinden.

## Na 1945
In 1940–1945 moesten alle monniken, voor zover ze nog niet voor de dienstplicht waren opgeroepen, het klooster verlaten. Veertien monniken verloren hun leven in de krijgsdienst, een kwart van de hele gemeenschap. De overige monniken keerden na de oorlog terug naar de abdij, maar werden op 12 mei 1946 samen met de Duitse inwoners uit Grüssau verjaagd. Ze vertrokken naar de abdij Bad Wimpfen in Baden-Württemberg, dat in 2005 werd opgeheven.
In 1947 trokken Poolse Benedictijnen in het klooster, die door de Sovjets gedwongen werden hun klooster in Lemberg te verlaten. Als bedevaartsoord verloor het klooster dankzij het communistische regime van Polen aan betekenis. In 1953 werden de kostbare barokke paramenten uit het klooster gehaald. Ook de circa 500.000 banden van de bibliotheek en het kloosterarchief werden naar Breslau getransporteerd.
Na de politieke omwentelingen van 1989 nam het religieuze belang als bedevaartsoord weer toe. Op 2 juni 1997 werd het genadebeeld van Grüssau door paus Johannes Paulus II gekroond en op 11 augustus 1997 in aanwezigheid van religieuze hoogwaardigheidsbekleders nogmaals gekroond

## Gebouwen

### Kloosterkerk Maria-Tenhemelopneming
De Kloosterkerk Maria-Tenhemelopneming werd op de plaats van de oude kerk uit 1292 in de jaren 1728-1735 gebouwd. Belangrijke kunstenaars uit Bohemen, Moravië, Oostenrijk en Beieren werkten in de 17e en 18e eeuw aan de verfraaiing van de kerk.

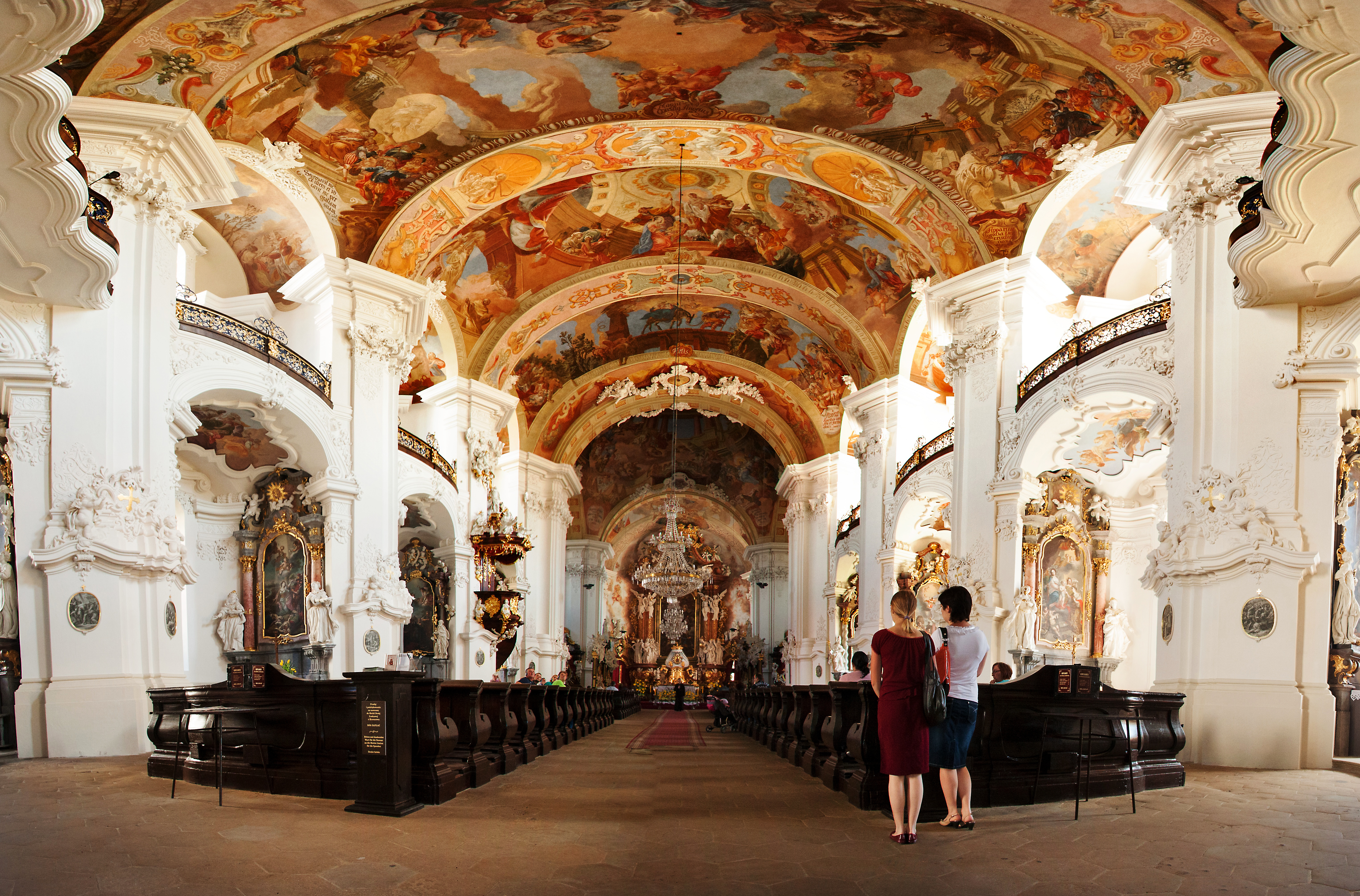
Interieur
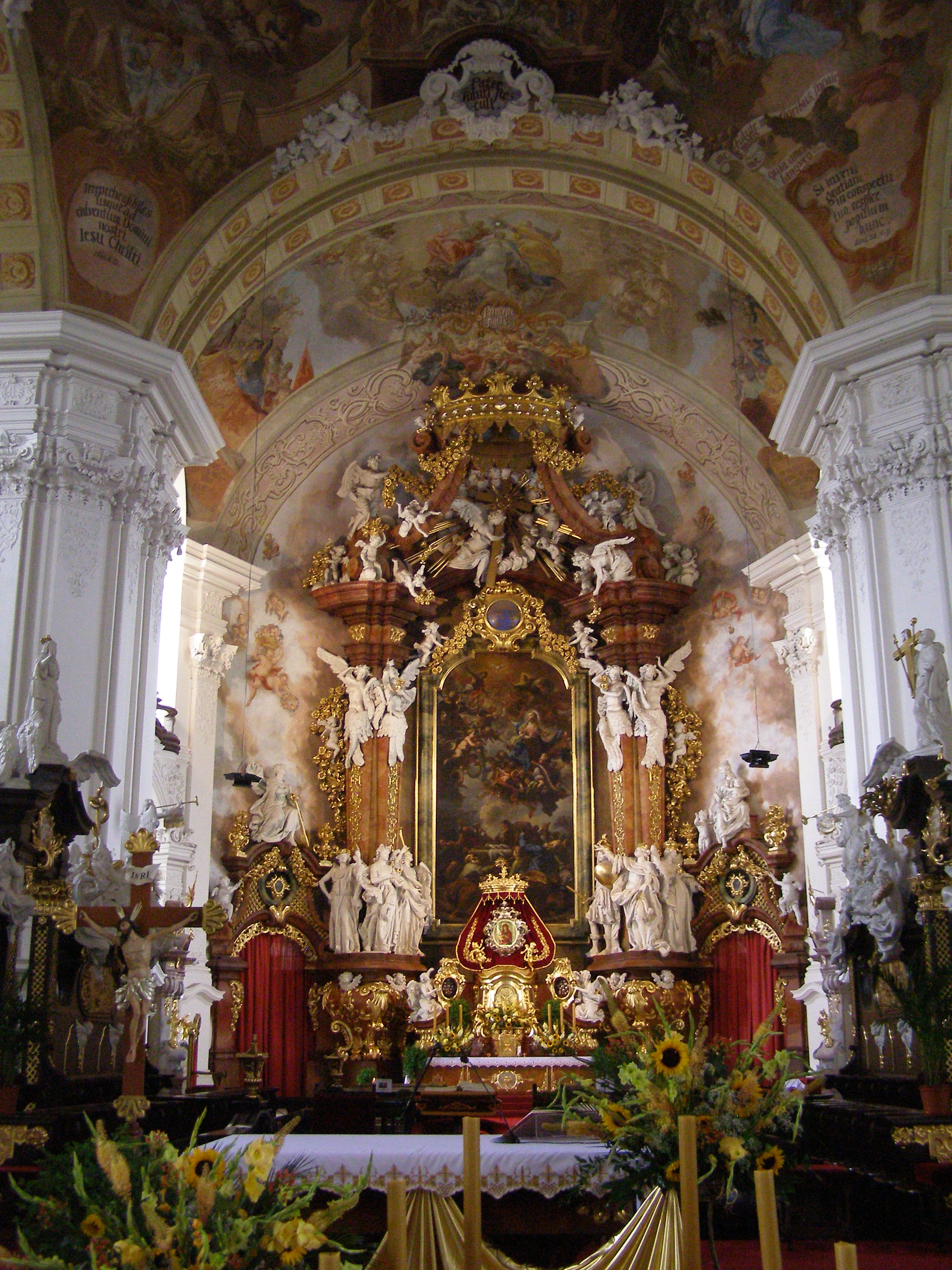
Hoofdaltaar
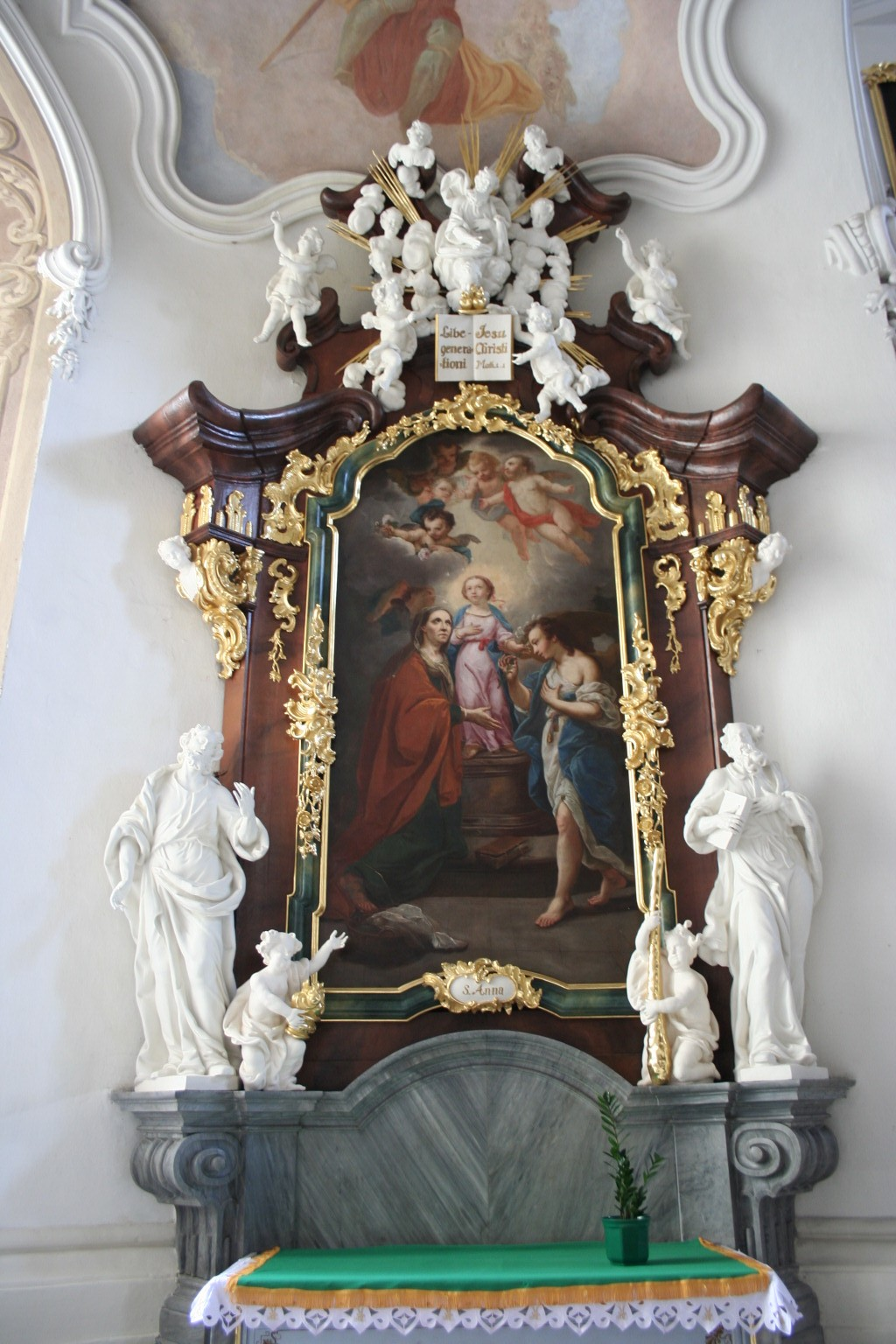
Zijaltaar
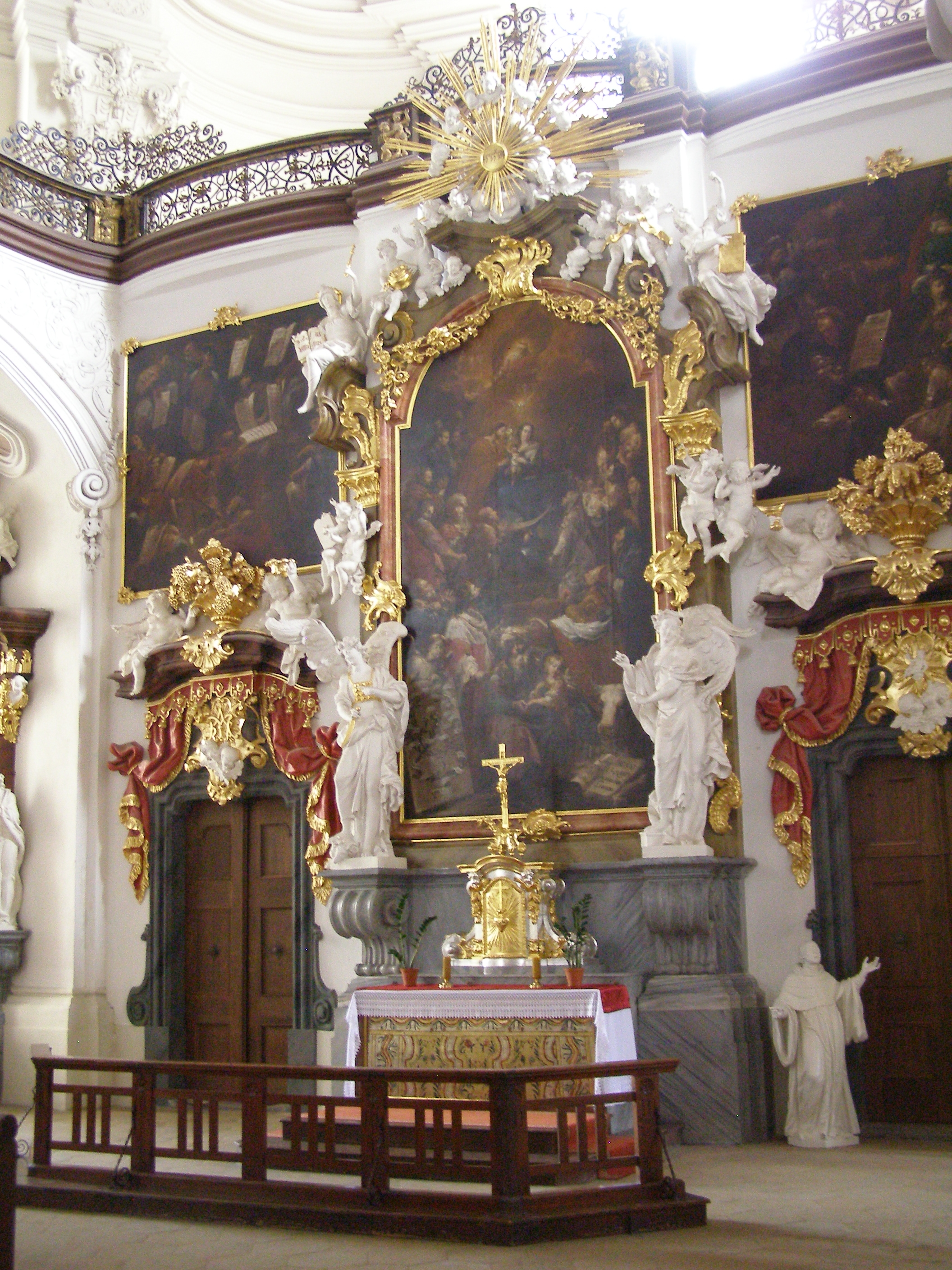
Zijaltaar
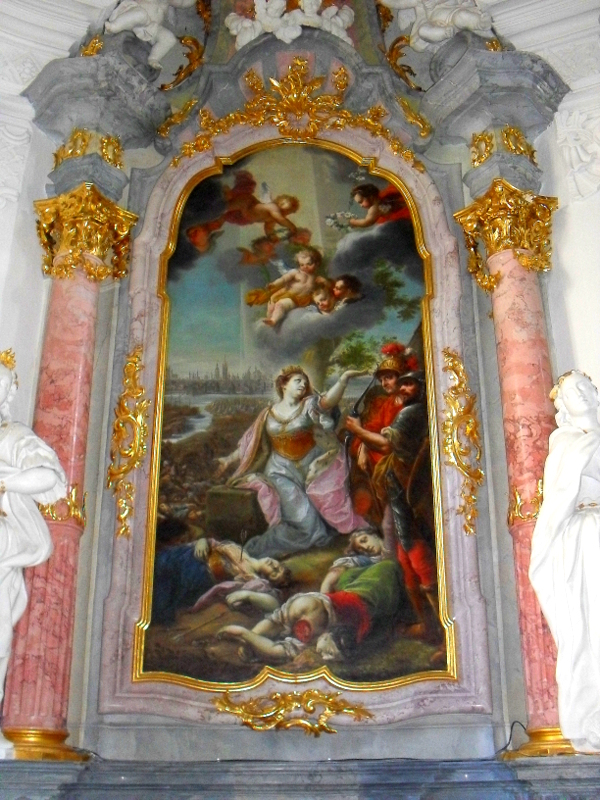
Zijaltaar
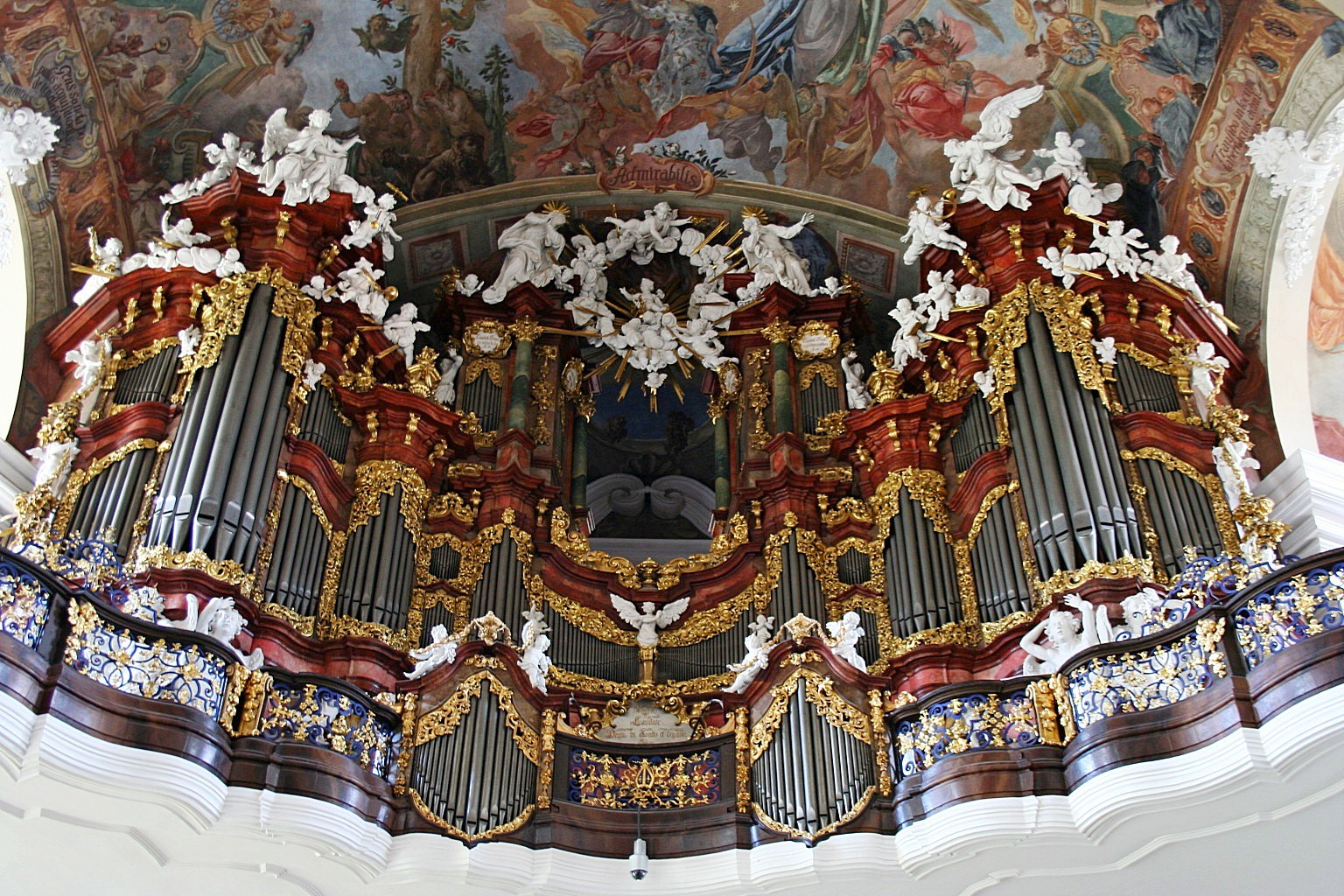
Orgel
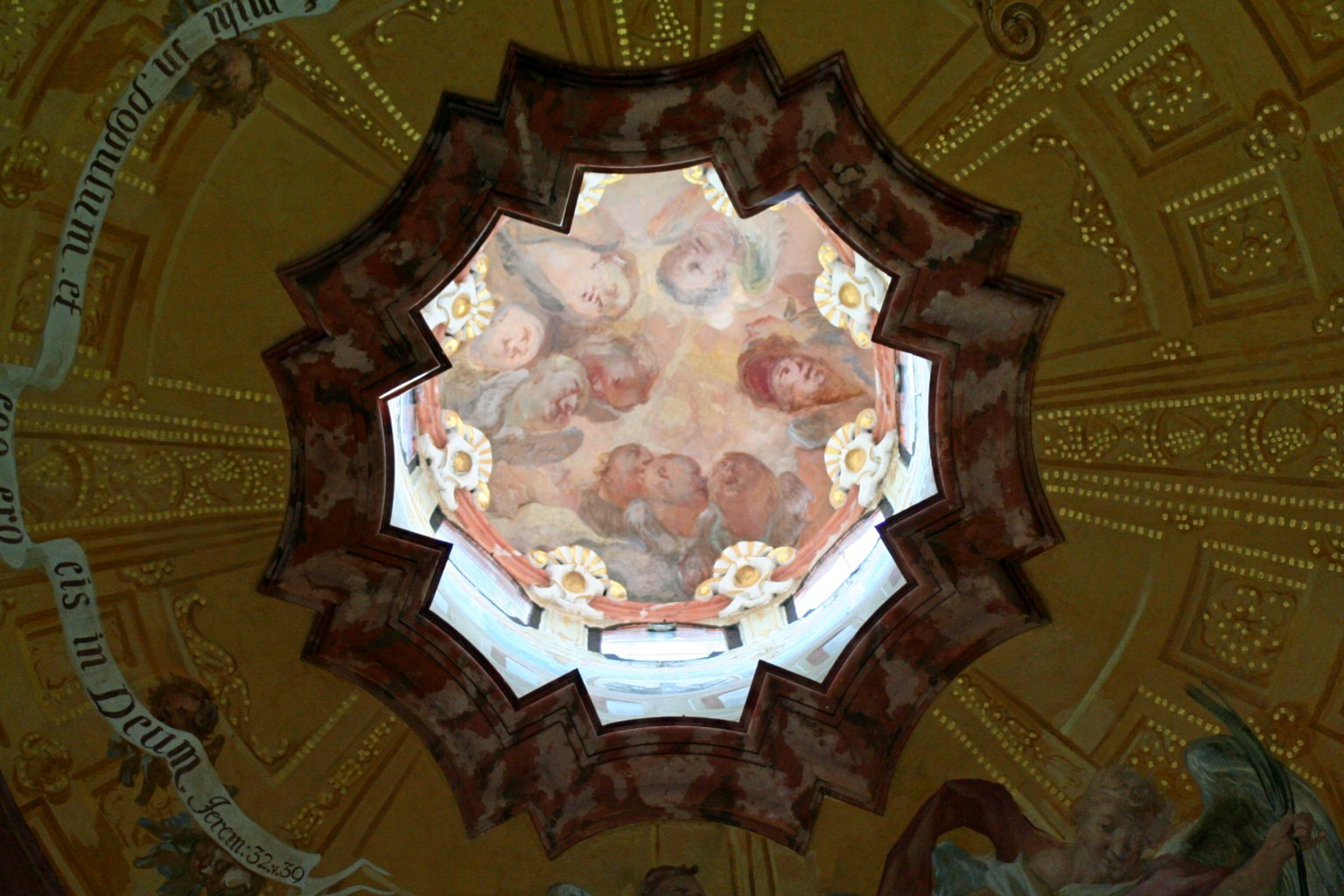
Koepel
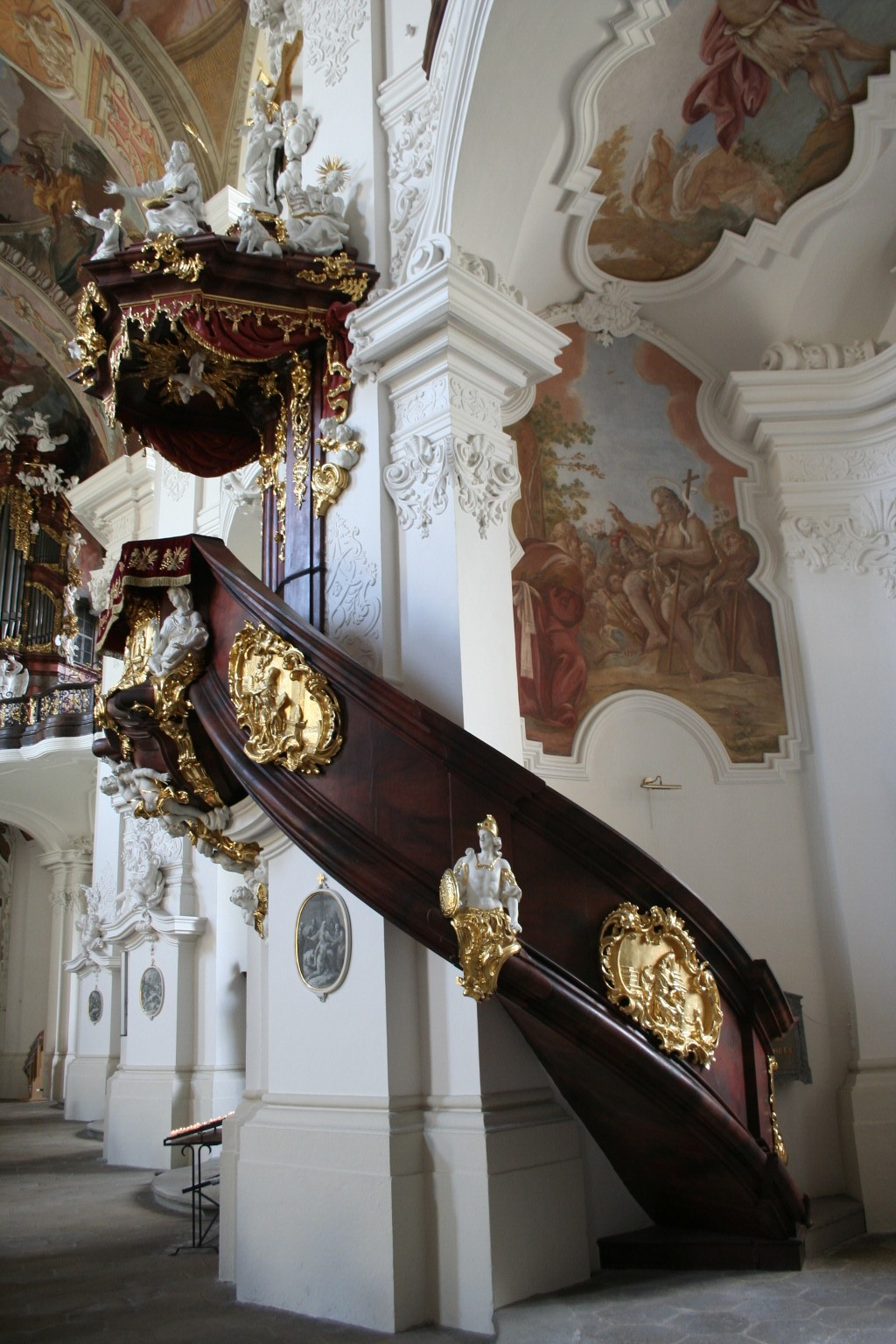
Kansel
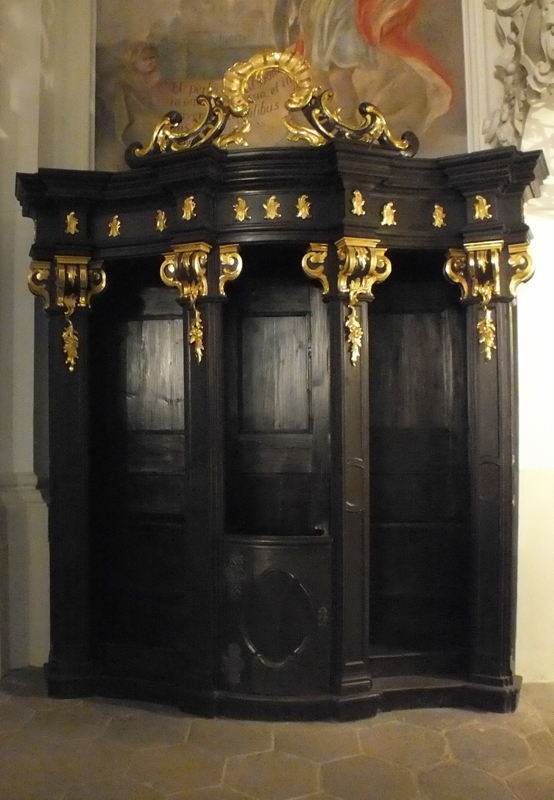
Biechtstoel

### De Vorstenkapel
De Vorstenkapel, waarvan de koepel een doorsnee van 9,4 meter heeft, werd in de jaren 1735-1747 gebouwd en behoort tot de mooiste barokke mausoleums. De fresco's van G.W. Neunhertz illustreren de geschiedenis van de abdij. Het beeldhouwwerk is gemaakt door A. Dorazil, het stucwerk door Ignaz Albrecht Provisore. F.A. Scheffler maakte de schilderijen voor de drie altaren. Aan de westelijke muur bevinden zich de twee gotische sarcofagen van de hertogen Bolko I († 1301) en Bolko II († 1368). Aan de zuidelijke muur staat een renaissance tombe voor W. von Zedlitz.

### De Loretokapel
De Loretokapel werd in 1728 door Martin Schuppert opgericht. De altaarbeelden stammen uit het atelier van A. Dorazil. Het beeld van de Madonna van Loreto is een werk uit 1676 dat Georg Schrötter maakte voor de voorganger van de huidige kapel.

### De Maria Magdalenakapel
Aan de oostelijke zijde van de Vorstenkapel werd in 1738 de Maria Magdalenakapel opgericht en met fresco's versierd.

### De Sint-Jozefkerk
Ten noordwesten van de kloosterkerk ligt de Sint-Jozefkerk (Kościół bracki Św. Józefa). De kerk werd door abt Bernhard Rosa gesticht en in 1692-1695 op de plaats van een middeleeuwse parochiekerk gebouwd. De muurschilderingen in de kerk werden gemaakt door Georg Wilhelm Neunhertz. Bezienswaardig zijn eveneens het hoofdaltaar, de zijaltaren, de oostelijke zijkapel met de voorstellingen van zeven smarten en westelijke zijkapel met de zeven vreugden van Jozef, de kansel en de twee schilderijen van de geseling en Ecce Homo op de zuidelijke muur van de galerij.

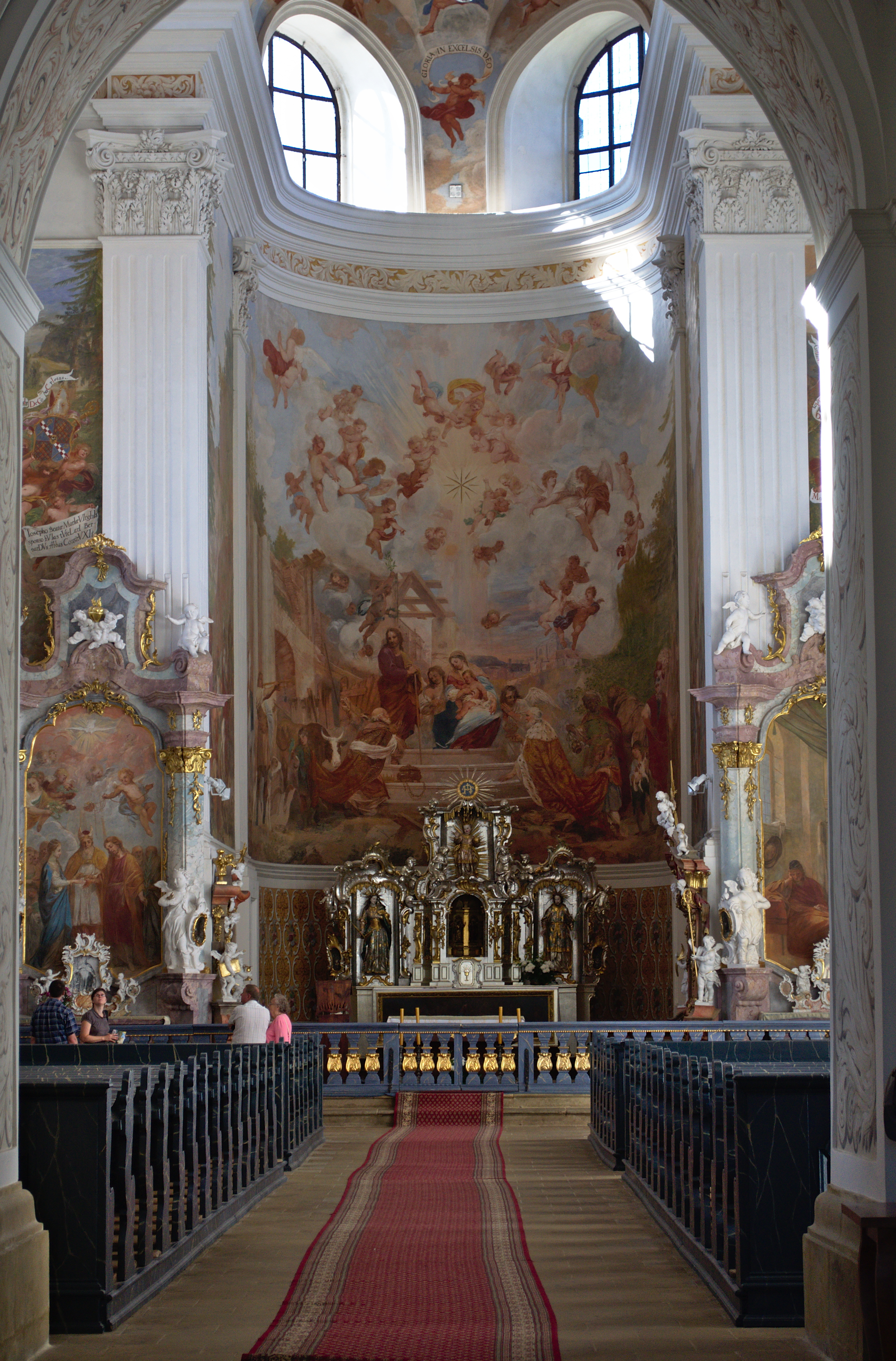
Koor
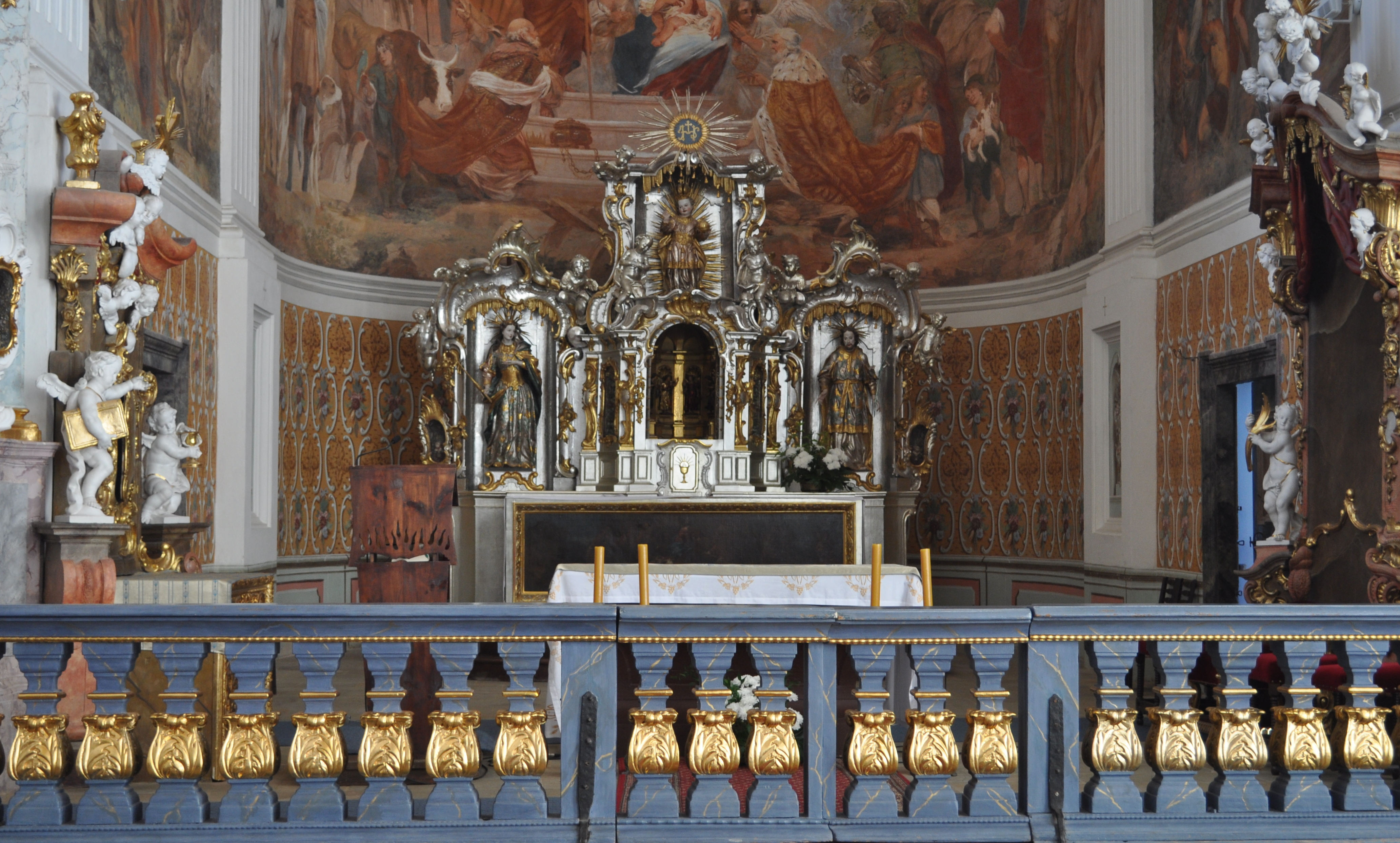
Altaar
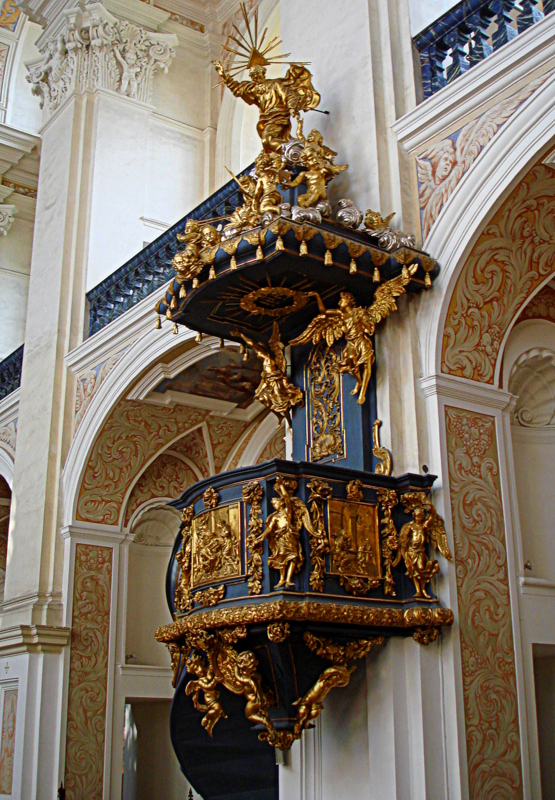
Kansel
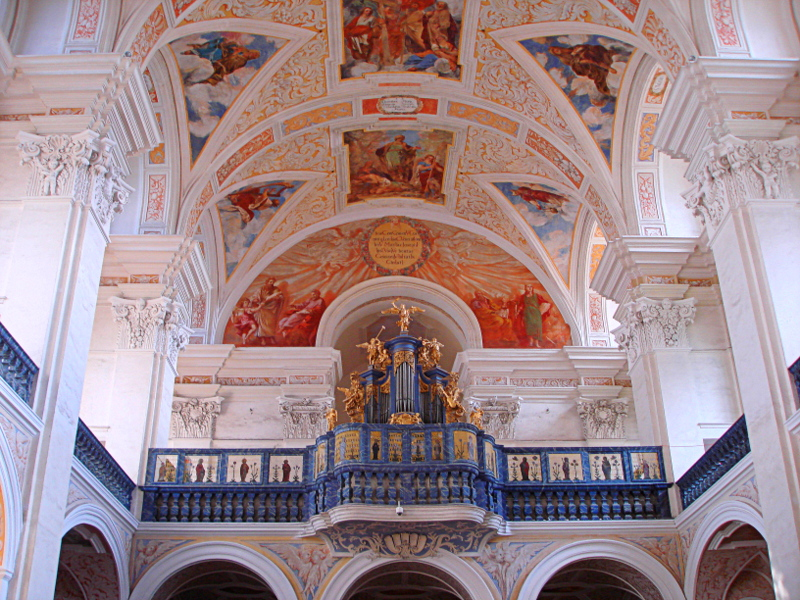
Orgel
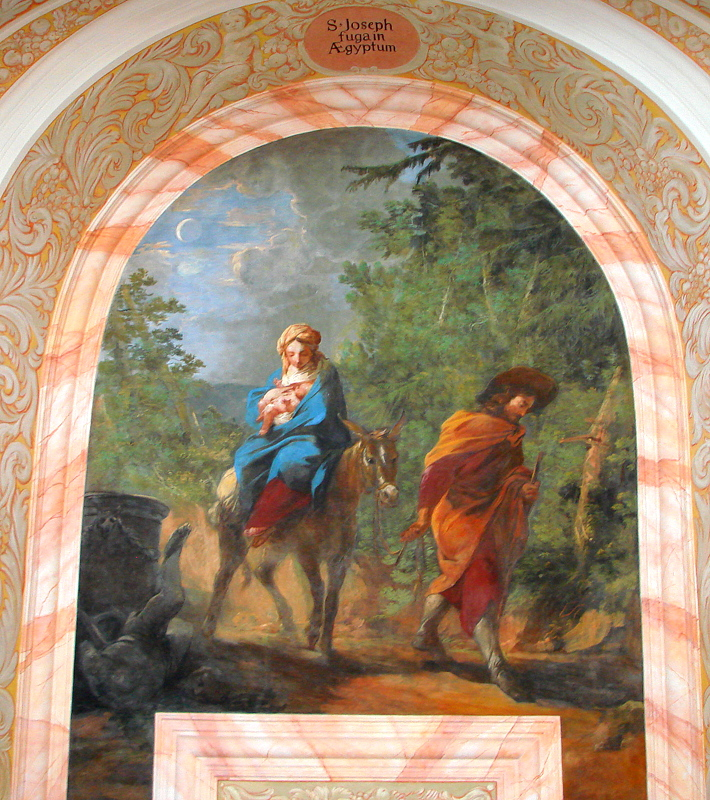
Fresco
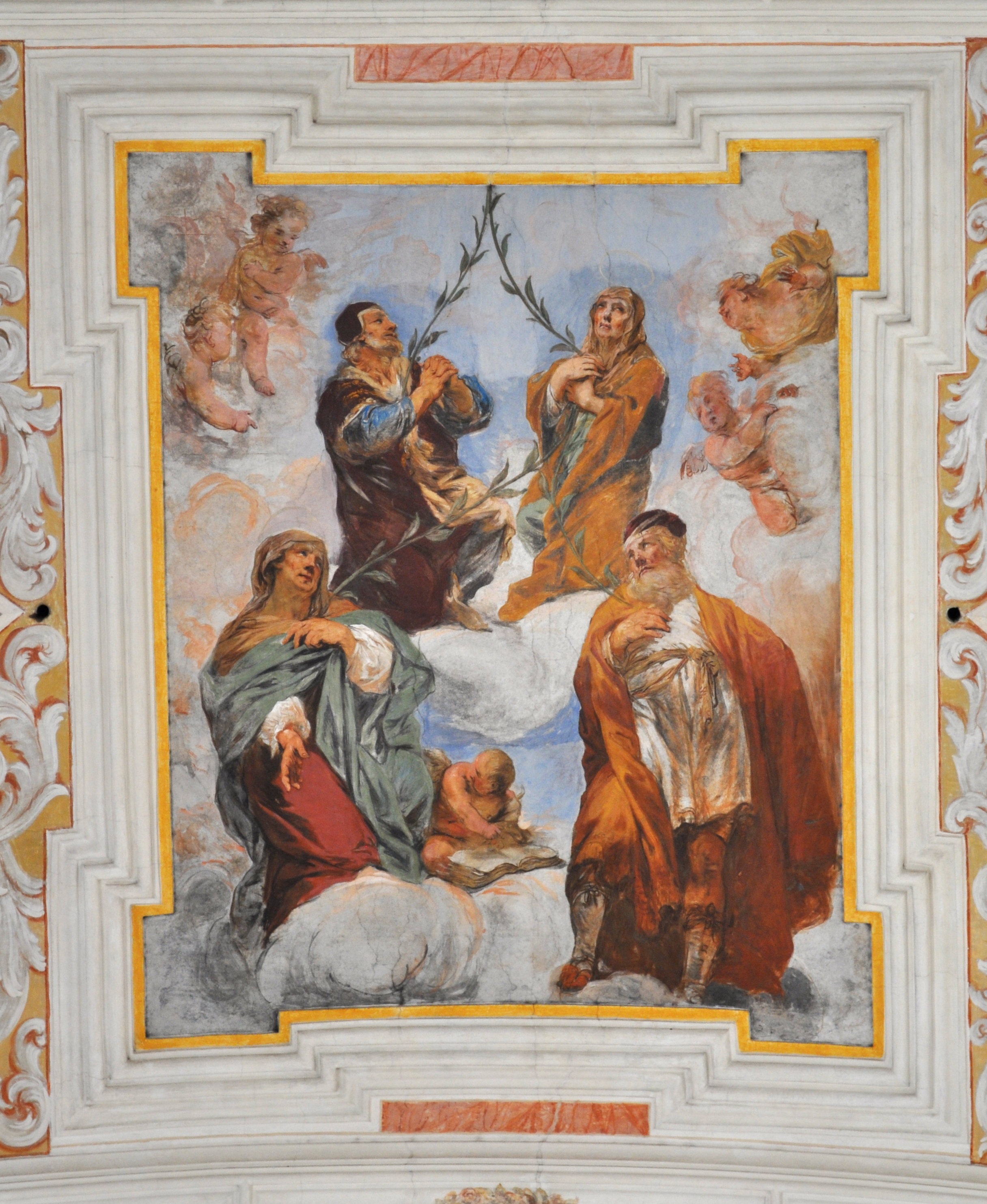
Fresco

### Kloostergebouwen
Ten zuiden van de stiftskerk sluiten de kloostergebouwen aan. In 1662 werden de gebouwen verbouwd en met een verdieping verhoogd. De nieuwbouw naar het ontwerp van Johann Gottlieb Feller in de jaren 1774-1782 kon slechts gedeeltelijk worden gerealiseerd in verband met de opheffing van de abdij door de Pruisische staat. Op de begane grond van het oudere deel bevindt zich een gotische kapittelzaal uit het midden van de 15e eeuw. De twee verdiepingen tellende bibliotheek met een classicistische inrichting bevindt zich in de oostelijke risaliet. Het kloosterkerkhof is te verdelen in twee terrassen, die door een trap met een kruisigingsgroep van de beeldhouwer Johann Georg Gode († 1758) met elkaar worden verbonden. In de muur van het kerkhof bevinden zich diverse epitafen uit de renaissance. Het barokke gastenhuis van de abt werd in 1734 ten westen van de Jozefkerk gebouwd. Het ontwerp stamt vermoedelijk van Joseph Anton Jentsch. Daarnaast stond de kloosterkanselarij en ten zuiden van de poort lagen de kloosterbrouwerij en de kloosterapotheek. De stenen geselzuil voor de zuidelijke tuinmuur stamt uit het begin van de 18e eeuw. Op een hoogte oostelijk van de abdij bevindt zich de ruïne van de Annakapel, die in 1722 werd gebouwd en na een brand in 1884 herbouwd werd.
De kapellen van de calvarieberg werden in de jaren 1675-1678 door de abt Bernhard Rosa van hout gebouwd en in 1703 onder abt Dominicus Geyer door stenen kapellen vervangen. In totaal kent de calvarieberg 32 staties. Voor gebeden bij de staties werd in 1682 het passieboek van Grüssau gedrukt.
Twee kilometer westelijk van Grüssau ligt het dorp Bethlehem, een vroeger stiftsgoed van Grüssau. Bezienswaardig zijn er de in 1674, naar het voorbeeld van de kapel van het Augstijnenklooster te Praag gebouwde, Kapel van de Geboortegrot van Jezus en het in 1730 aangelegde waterpaviljoen van de abten.

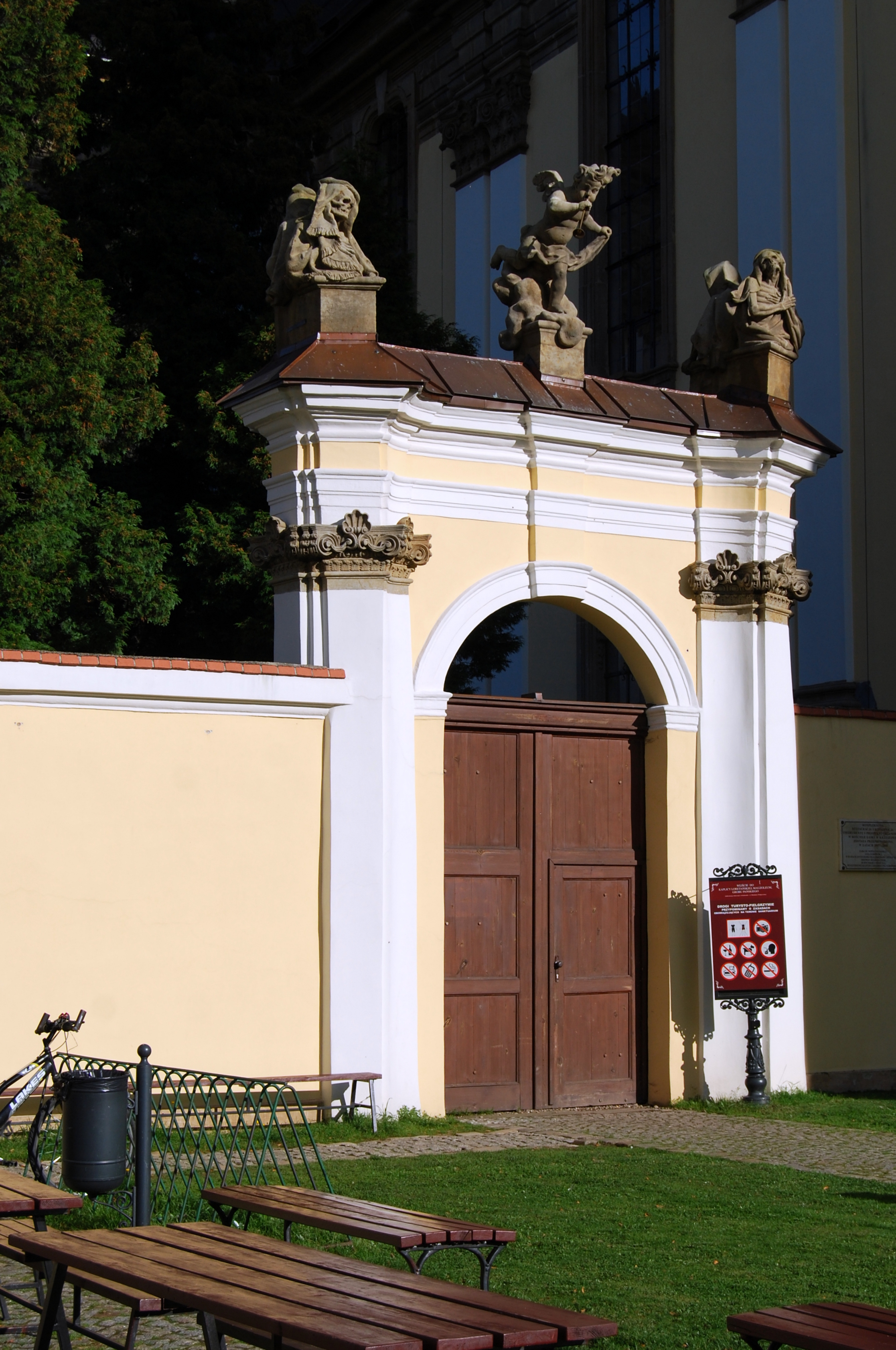
Poortgebouw
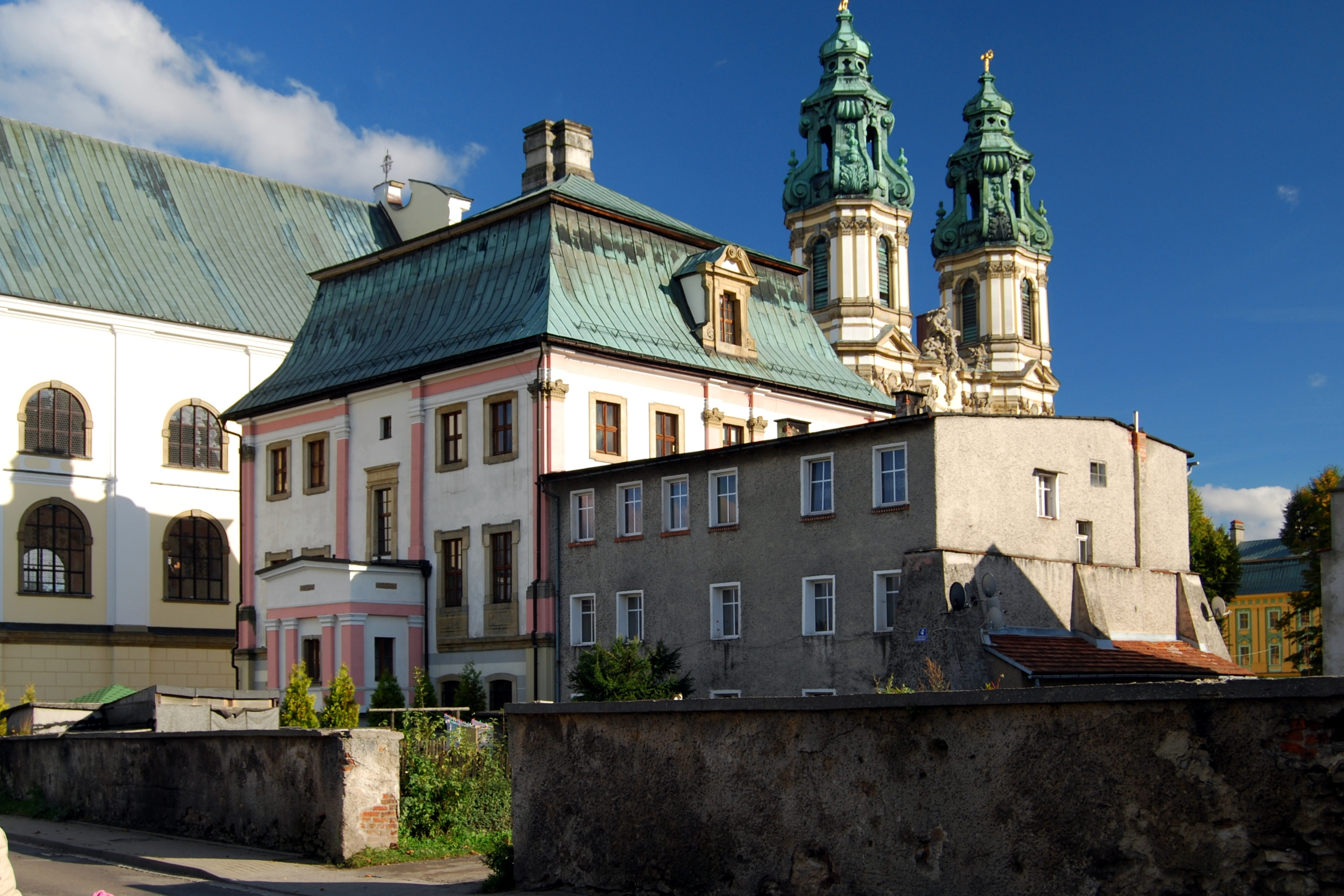
Huis van de abt
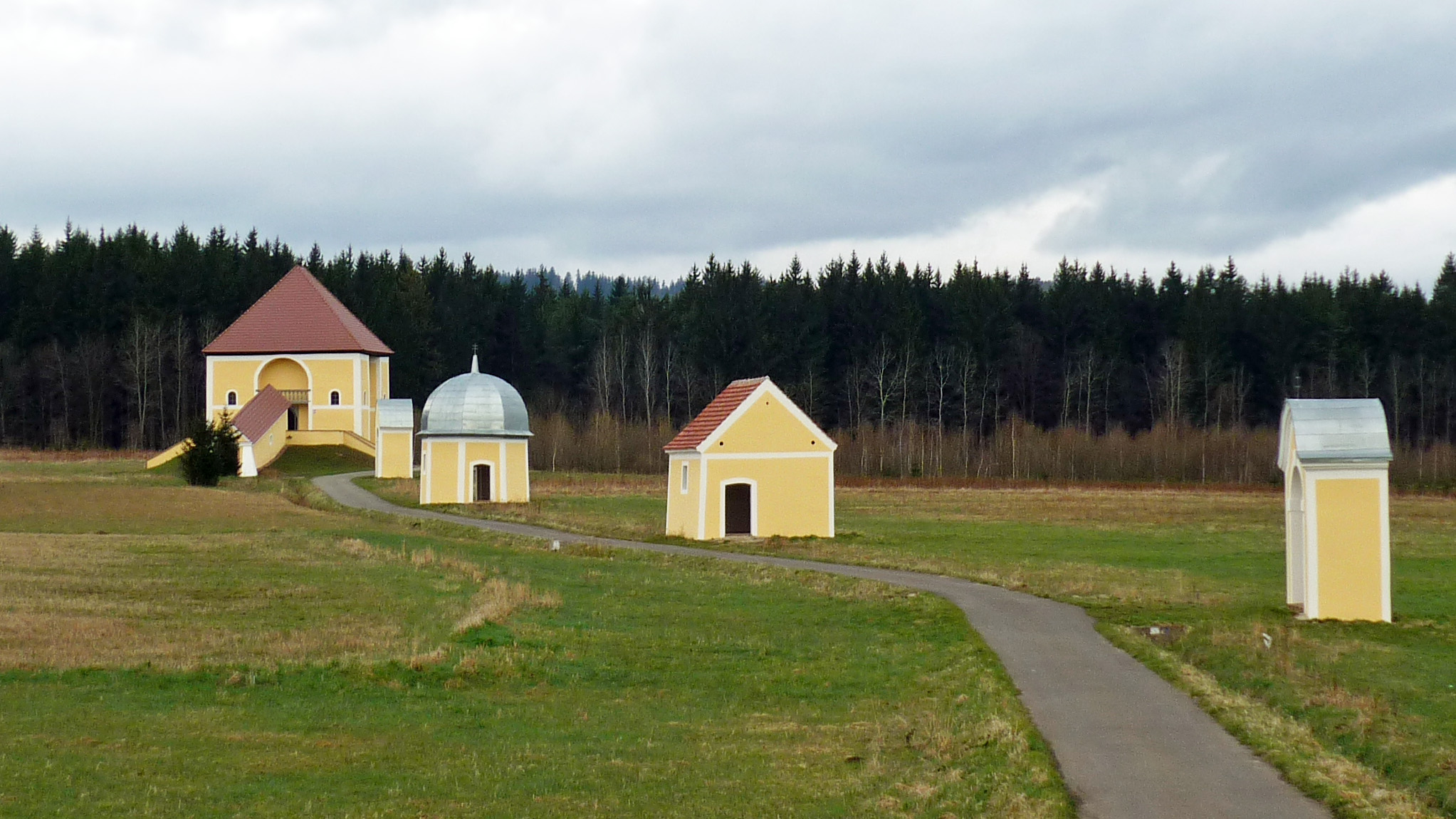
Calvarieberg
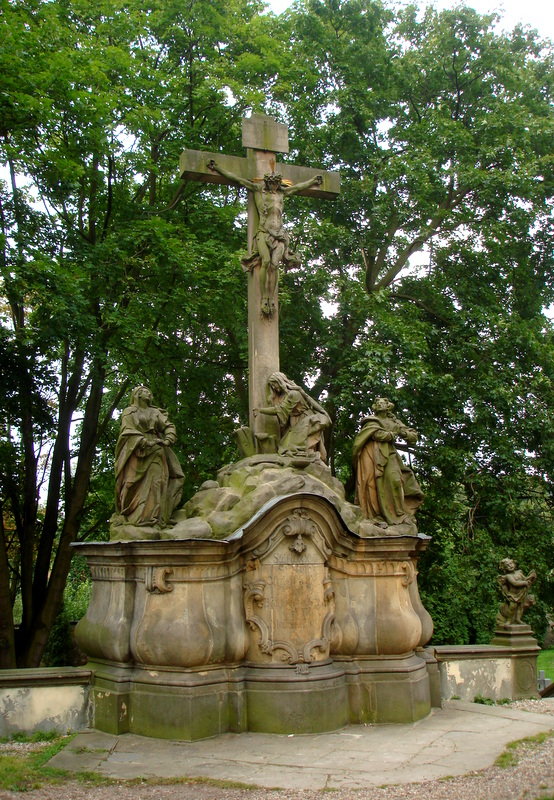
Kruisigingsgroep op het kerkhof
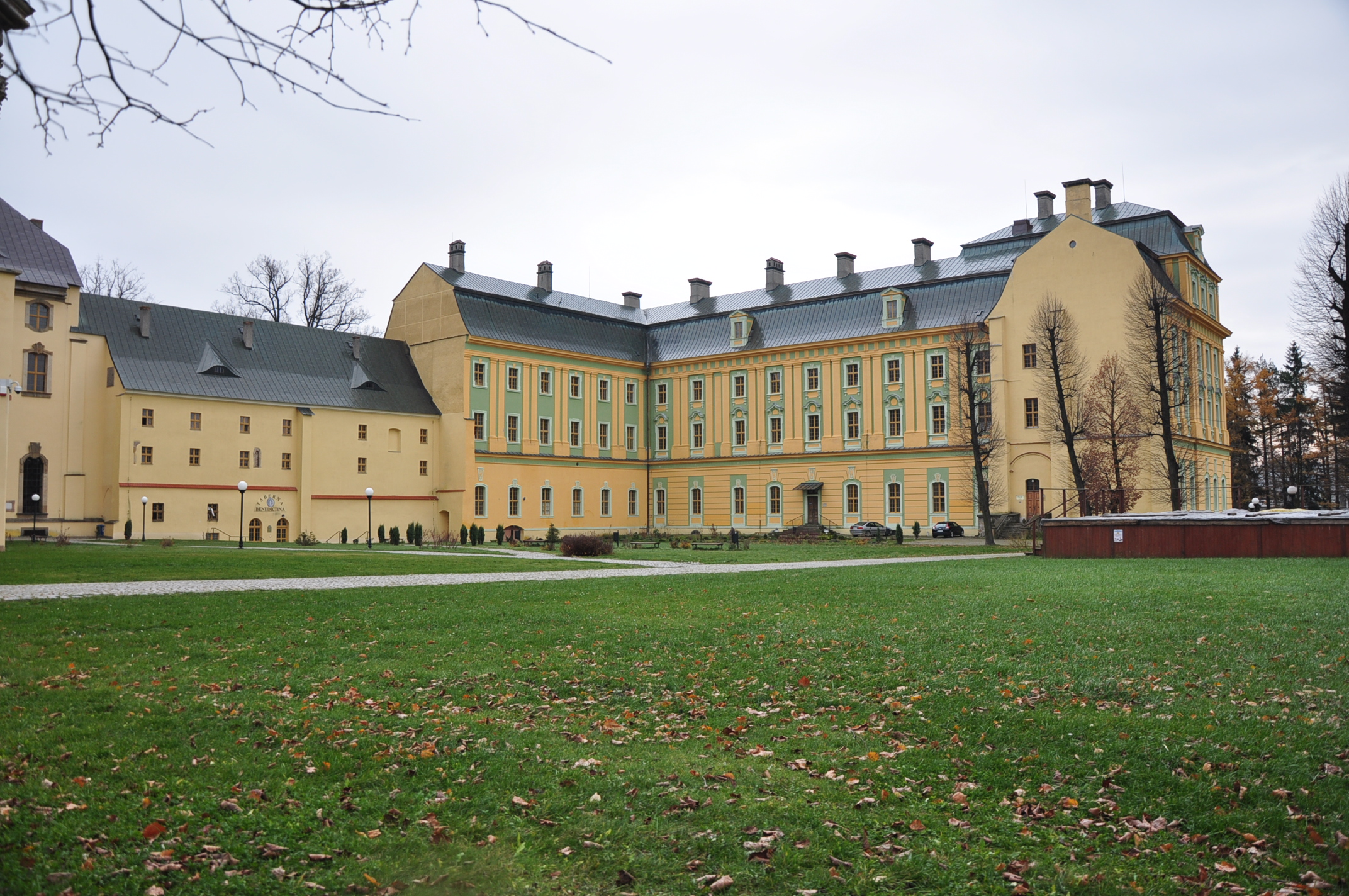
Kloostergebouwen